# Luis von Ahn
Luis von Ahn (Ciutat de Guatemala, 1979) és un informàtic, empresari i professor de ciències de la computació a la Universitat Carnegie Mellon. És el fundador de les companyies Duolingo, Captcha i Recaptcha, la qual va ser venuda a Google en 2009. És a més conegut com un dels pioners de la idea de crowdsourcing.

## Honors[3]
Les seves recerques en computació i en crowdsourcing li han donat reconeixement internacional i diversos honors en l'àmbit científic i tecnològic. En 2006 va guanyar el premi MacArthur (també conegut com el premi del geni). Ha estat nomenat un dels 50 millors cervells en la ciència per la revista Discover, un dels 10 científics més brillants de 2006 per Popular Science, i una de les 50 persones més influents a la tecnologia per Silicon.com. En 2012, el President dels Estats Units Barack Obama li va atorgar a von Ahn el premi de jove destacat en la ciència i enginyeria.
En 2009, el diari Siglo XXI de Guatemala va nomenar a Luis von Ahn com el seu personatge de l'any. En 2011, la revista Foreign Policy en Espanyol va escollir a von Ahn com l'intel·lectual més influent d'Iberoamèrica. El 8 de gener de 2012, va ser triat pel periòdic guatemalenc Prensa Libre com a personatge de l'any 2011.

## Biografia[3]
Von Ahn va néixer i va créixer a la Ciutat de Guatemala. Va estudiar en el Col·legi Americà de Guatemala, d'on es va graduar el 1996. L'any 2000, va rebre un B.S. en matemàtiques de la Universitat de Duke i en 2005 un doctorat en ciències de la computació de la Universitat Carnegie Mellon sota la supervisió de Manuel Blum, qui és conegut per haver supervisat a molts dels investigadors en informàtica més destacats del món.